# Гершенкрон, Александр
Александр Гершенкрон (англ. Alexander Gerschenkron; 1 октября 1904, Одесса — 26 октября 1978, Кембридж, Массачусетс) — американский экономист и историк российского происхождения.

## Биография

### В России
Родился 18 сентября (по старому стилю) 1904 года в Одессе в еврейской семье. Родители заключили брак там же за год до его рождения 31 августа 1903 года. Отец, Файвель Иосевич Гершенкройн (в быту Павел Иосифович, 1 октября 1879, Одесса — ?), сын колониста Бессарабской губернии, закончил Императорский Новороссийский университет, обучался в Сорбонне и Лондонской школе экономики, в двадцать четыре года стал младшим партнёром крупного одесского промышленника Самуила Гурари, управляющим одесских табачных и спичечных фабрик. Мать — Сарра Шулимовна Кардон (1878—?), из семьи сорокского мещанина Бессарабской губернии. У Александра были младший брат Анатолий (1910—?) и сестра Лидия, которая родилась в Одессе 18 марта 1917 года. Дед, Иось (Иосиф) Алтерович-Зельманович Гершенкройн (8 августа 1849 — после 1918), колонист еврейской земледельческой колонии Александрены Ясского уезда Бессарабской области, происходил из семьи черневицких Ямпольского уезда мещан, переселившихся в колонию в 1851 году, на 30 декабря 1893 года с женой Тубой (Таубой) Менделевной Гершенкройн (3 мая 1853 —?) и детьми проживал в Одессе на Канатной улице, дом № 52. Брат отца — литературный критик Серебряного века Габриэль Осипович (Авраам Иосьевич) Гершенкройн (1890—1943), выпускник словесного отделения историко-филологического факультета Санкт-Петербургского университета (1914), с 1920 года во Франции, участник «Зелёной лампы».
В 1914 году семья жила на Карантинной улице, дом № 4. Александр шесть лет проучился в гимназии, но из-за революции и Гражданской войны её не окончил.

### В Австрии
Эмигрировал с отцом из России в 1920 году, перейдя нелегально границу с Румынией. Отец стал управляющим фабрикой в Австрии. В 1921 к ним присоединилась мать с двумя младшими детьми. Учился в австрийской гимназии, в 1924 поступил в школу национальной экономики Венского университета. В 1928 году окончил университет с дипломом доктора политических наук (эта степень присуждалась и специалистам по экономике). После окончания университета получил должность представителя бельгийской мотоциклетной компании в Австрии и Балканских странах.
В 1928 году женился на Эрике Машниг, соседке по парте в венской гимназии. Отчим жены Александра был редактором ежедневной партийной газеты Социал-демократической партии Австрии Arbeiter Zeitung. Александр вступил в Социал-демократическую партию. В 1931 уволился из компании и в течение трёх лет работал в социал-демократической партии. Принимал участие в Февральском восстании 1934 года, был ранен.
В статье «Загадка Гершенкрона» историк Марсель ван дер Линден привёл доказательства того, что Гершенкрон в середине 1930-х годов состоял в Коммунистической партии Австрии, о чём, находясь в США, умалчивал.
В 1937 году начал работать в Институте исследования конъюнктуры.

### В США
В 1938 году переехал в США. Работал исследователем в Калифорнийском университете в Беркли, позднее получил должность преподавателя и начал читать курс истории экономики. В 1944 году переехал в Вашингтон на должность экономиста-аналитика ФРС. Летом 1945 года перешел на работу в Управление стратегических служб. Осенью 1945 года перешел на работу в Государственный департамент, затем в 1946 году вернулся в ФРС, где возглавил международную секцию Департамента исследований и статистики.
В 1948 году получил приглашение в Гарвардский университет на должность профессора экономической истории и с 1948 по 1975 год преподавал в Гарварде.
Являлся президентом Ассоциации экономической истории. В его честь Ассоциация ежегодно вручает «премию Гершенкрона» (Alexander Gerschenkron prize) за лучшую диссертацию (Ph. D.) по экономической истории стран кроме США и Канады.
Глубоко интересовался литературой, писал критические статьи. До сих пор цитируется его яркая критическая статья о переводе «Евгения Онегина» Владимиром Набоковым. Читал курс о Пастернаке в Гарвардском университете. Был полиглотом, эрудитом, обладал феноменальной памятью:

Одним из тех мест, где можно было увидеть Гершенкрона во всем его блеске, был Гарвардский профессорский клуб. За длинным столом, который так и назывался — Long Table, собиралась интеллектуальная элита университета да, чего там говорить, и всей Америки. «Ни за одним столом в мире нельзя было встретить больше эрудитов, чем здесь, — говорил Пол Самуэльсон. — Но, когда за него садился Гершенкрон, он тут же оказывался во главе». Он был непревзойденным спецом по любым возможным источникам, и нередко за Длинным Столом можно было услышать: — Шура, в какой из своих работ Маркс говорит о переформулировании гегелевской диалектики, поставив Гегеля вниз головой? — Ответ: Постскриптум ко второму изданию «Капитала», том 1, 1873 год издания, третий параграф от конца. — Алекс, а где Ленин сказал, что после революции все сортиры в России будут делаться из золота? — Ответ: Полное собрание сочинений, пятое издание, том 44, страницы 225—226.

## Научный вклад
Сформулировал эффект Гершенкрона: выбор базового года при вычислении индекса объема выпуска промышленности в относительно неиндустриализованной стране в значительной степени определяет темп роста, показываемый этим индексом. Гершенкрон смог показать, что показатели промышленного производства в СССР в 1930-х годах измерялись советскими плановыми органами так, чтобы показать наивысший темп роста.
В книге «Экономическая отсталость в исторической перспективе» сформулировал теорию о «преимуществе отсталости», обращающей внимание на возможность более быстрого развития отсталых экономик за счёт заимствования технологий у более развитых экономических систем, и в результате перескакивать целые стадии развития. Его теория стала одним из возражений как теории К. Маркса о том, что индустриально развитая страна является для менее развитой страны картиной её будущего, так и концепции У. Ростоу, согласно которой экономический рост характеризуется определенной последовательностью «стадий роста», через которые обязательно должны проходить все страны, хотя и с разной скоростью. Это было показано на примере путей индустриализации Японии эпохи Мэйдзи и индустриализации в СССР.
Основные принципы концепции преимущества отсталости сформулированы Гершенкроном следующим образом:
1. Чем более отсталой является страна, тем более вероятно, что индустриализация начнется в результате большого рывка, который прервет непрерывное развитие экономики. Следствием этого рывка станет относительно высокий темп роста промышленности.
2. Чем более отсталой является страна, тем больше выражена тенденция к созданию крупных фабрик и заводов.
3. Чем более отсталой является страна, тем сильнее производство средств производства опережает производство предметов потребления.
4. Чем более отсталой является страна, тем сильнее страдает уровень потребления населения.
5. Чем более отсталой является страна, тем большую роль в обеспечении промышленности капиталом играют такие институты, как банки и государство.
6. Чем более отсталой является страна, тем меньшую роль играет сельское хозяйство.
7. Чем более отсталой является страна, тем больше она зависит от импорта технологий и финансовой помощи, предоставляемой из-за границы.

## Семья
Александр и Эрика имели двух дочерей.